# Arnaud Thiry
« Astronogeek » redirige ici. Pour le cuisinier Gastronogeek, voir Gastronogeek.
Pour les articles homonymes, voir Thiry.
Arnaud Thiry est un vidéaste français de vulgarisation scientifique né le 24 avril 1988 à Sarrebourg.
Il est connu pour ses travaux sur YouTube, notamment la chaîne AstronoGeek, sur laquelle il publie principalement des vidéos de vulgarisation en astronomie et qui atteint le seuil des 950 000 abonnés en juin 2025. Il tient également une chaîne qui traite des armes à feu.
Fin 2018, il se fait connaître dans la presse régionale comme concepteur et co-auteur d'une expérience filmée qui a consisté à réaliser un agroglyphe une nuit. Les jours suivants, il filme et commente les réactions des visiteurs du site, dont une partie de croyants venus chercher un contact avec des extra-terrestres.

## Biographie

### Jeunesse et études
Arnaud Thiry naît en 1988 à Sarrebourg en Moselle. Après l'obtention d'un baccalauréat scientifique option sciences de l'ingénieur, il entame un diplôme HSE à Colmar puis obtient une licence en sciences historiques à l'université de Strasbourg puis un master en enseignement à l'Institut universitaire de formation des maîtres de Strasbourg.
Il quitte le domaine de l'enseignement pour celui de la photographie, activité qu'il pratiquait déjà durant ses études, et dont il fait son métier en 2013,.

### Carrière de vidéaste
Le 22 février 2010, il ouvre la chaîne YouTube Le Studio de Poche où il publie des tutoriels de photographie à partir de 2013.
Cette activité, qu'il conduit en parallèle de la photographie, l'amène à créer en 2015 une chaîne plus grand public, AstronoGeek. Le succès de celle-ci le poussera à abandonner sa profession de photographe en 2018,, lui permettant de revenir dans un secteur proche de l'enseignement, ce qui lui tenait à cœur.
Il déclare en novembre 2018 passer entre 50 et 70 heures par semaine sur son activité de vidéaste.
En collaboration avec le magazine Ciel et Espace qui lui sert de sponsor, il filme l'éclipse solaire du 2 juillet 2019 depuis le Cerro Tololo.
Sa notoriété le conduit à être convié en tant que conférencier dans divers festivals comme le Big Bang ou les Geek Faëries en juin 2018 puis en juin 2019, ainsi qu'à la première édition française du Tubecon en Haute-Garonne le 7 septembre 2019. Elle lui permet également d'avoir un astéroïde nommé d'après lui, sur proposition de l'astronome Alain Maury : (31453) Arnaudthiry,.
En août 2020, il crée une chaîne secondaire, Le Foutoir d'AstronoGeek, sur laquelle il publie des vidéos qu'il ne trouve pas suffisamment intéressantes pour l'être sur sa chaîne principale[source secondaire souhaitée], ainsi qu'une chaîne Twitch, AstronoTwitch.
En octobre 2022, il crée une troisième chaîne, « Plomb, Poudre & Laiton », sur laquelle il traite des armes à feu.

## Travaux

### Chaîne AstronoGeek (depuis 2015)

Saturne, la planète préférée de Thiry et élément central du logo de sa chaîne.

Le thème de la chaîne est l'astronomie mais peut conduire à des vidéos dites de « débunkage » (démystification) sur des idées reçues telles que le caractère visible d'une super lune ou la conception de la Terre plate. Quoique la popularité des vidéos de type « complot » désole le créateur, ce sont celles qui font le plus parler de son travail, porté par exemple sur France 3 Nouvelle-Aquitaine en mai 2019 pour le festival Big Bang de Saint-Médard-en-Jalles. 
Le sujet de la chaîne lui a été inspiré par e-penser et Dr Nozman notamment. Arnaud Thiry est connu pour son franc-parler, voire sa vulgarité, et promeut le sens critique ainsi que la pratique des fondements de la zététique et du scepticisme.
En 2018, le Ministère de la culture français recense Astronogeek parmi « 350 chaînes YouTube culturelles et scientifiques francophones potentiellement adaptées à un usage éducatif, sélectionnées pour la qualité de leur contenu ».

### Création de cercles de culture (2018-2019)

Motif de l'agroglyphe de Sarraltroff.

Du 24 août 2018 au 7 septembre 2018, Arnaud Thiry publie sur la chaîne AstronoGeek une série de vidéos portant sur les cercles de culture (ou crop circles en anglais) ayant pour but de promouvoir l'esprit critique et où il révèle être concepteur et co-auteur (avec entre autres Thomas C. Durand et les YouTubeurs des chaînes Hygiène Mentale, Defakator et Un Monde Riant) du crop circle « découvert » le 9 juin à Sarraltroff.
L'information avait été relayée à la télévision par France 3 Grand Est le jour-même et fut expliquée sur la même chaîne quelque temps plus tard.

### Série Hermès (2020)
En 2020, il lance une série web sur la navette spatiale européenne Hermès,.

## Critiques
Certains internautes reprochent à Arnaud Thiry d’avoir tenu des propos relevant de la culture du viol en 2020 sur Twitter. Il lui est également reproché de jouer un rôle à caractère psychophobe, antisémite et raciste lors d’un spectacle organisé durant les Rencontres de l’esprit critique en avril 2022.

## Filmographie

### Séries télévisées
- 2022 : OVNI(s) : figurant (épisode 7, saison 2)[25]